# Pristimantis savagei
Pristimantis savagei är en groddjursart som först beskrevs av William F. Pyburn och Lynch 1981.  Pristimantis savagei ingår i släktet Pristimantis och familjen Strabomantidae. IUCN kategoriserar arten globalt som nära hotad. Inga underarter finns listade i Catalogue of Life.